# おのくみこ
おの くみこ（本名：小野 久美子、7月21日 - ）は、佐賀県武雄市出身のラジオパーソナリティでローカルタレントである。
血液型はA型。現在は佐賀市に在住。

## 略歴
関西の短大を卒業する年の春に、母親からの勧誘でNHK佐賀のFMリクエストアワーのアシスタントに合格し、1年間アシスタントを務める。
サガテレビのレポーターを務めた後、エフエム佐賀の局アナになり、エフエム滋賀のパーソナリティを経てフリーに転身、熊本に拠点を移す。

## 出演番組

### 現在出演中の番組
- MY DEAR 神埼（エフエム佐賀、水曜 12:00-12:55）

### 過去に出演していた番組
- エフエム佐賀
  - Happy Friday（金曜 17:00~19:55）　＊2006年4月～2007年9月まで。
  - 夕方ラジオ　チェケラッチョ（月曜～火曜 16:00～18:55）　＊2007年10月～2008年9月まで。
- RKKラジオ
  - Oh!昼のほっとタイム（水・木曜 12:10～13:00、金曜 12:25～13:00）
  - おのくみこのフォークへかえろう（日曜11:30～12:00）
  - かたるバッ!（水曜～金曜 12:10～13:25）　＊2008年4月～2009年4月3日まで
  - おのくみこ気ままにサンデー（日曜 10:30～12:00）　＊2009年4月～2010年4月4日まで